# Convento de Santo Domingo (Cáceres)
La Iglesia de Nuestra señora del Rosario y Convento de Santo Domingo es un edificio religioso situado en el recinto monumental de la ciudad de Cáceres (España).
Fue construida durante el siglo XVI por la Orden Dominica y en la actualidad pertenece a la Orden mendicante de los Franciscanos.
Posee una portada de medio punto sobre la que se eleva una imagen de la Virgen de la Inmaculada. Su retablo mayor que data de mediados del siglo XVII está presidido por una imagen de Santo Domingo llevada a cabo en el siglo XVIII.

## Nuestra Señora del Rosario

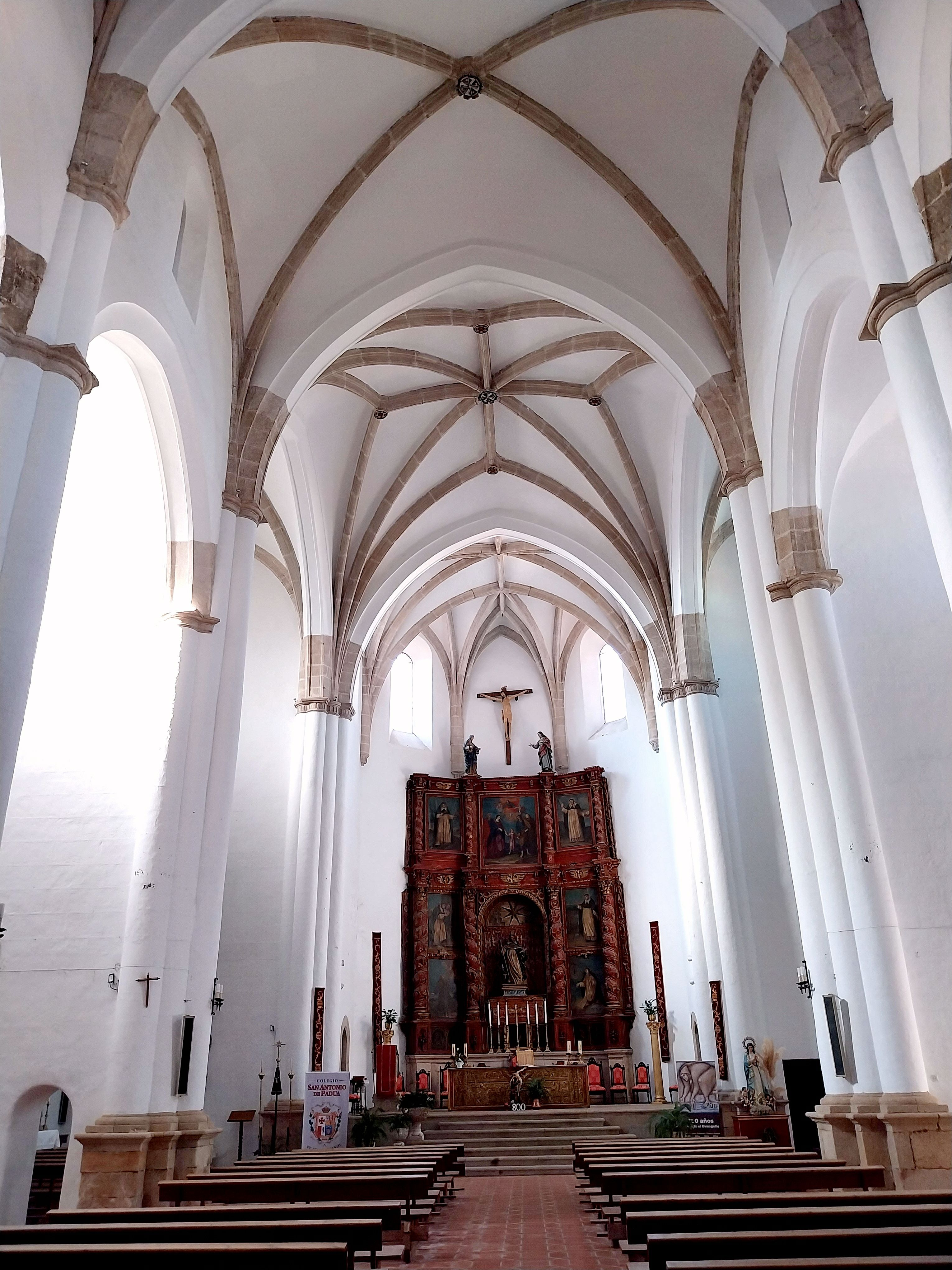
Interior del templo

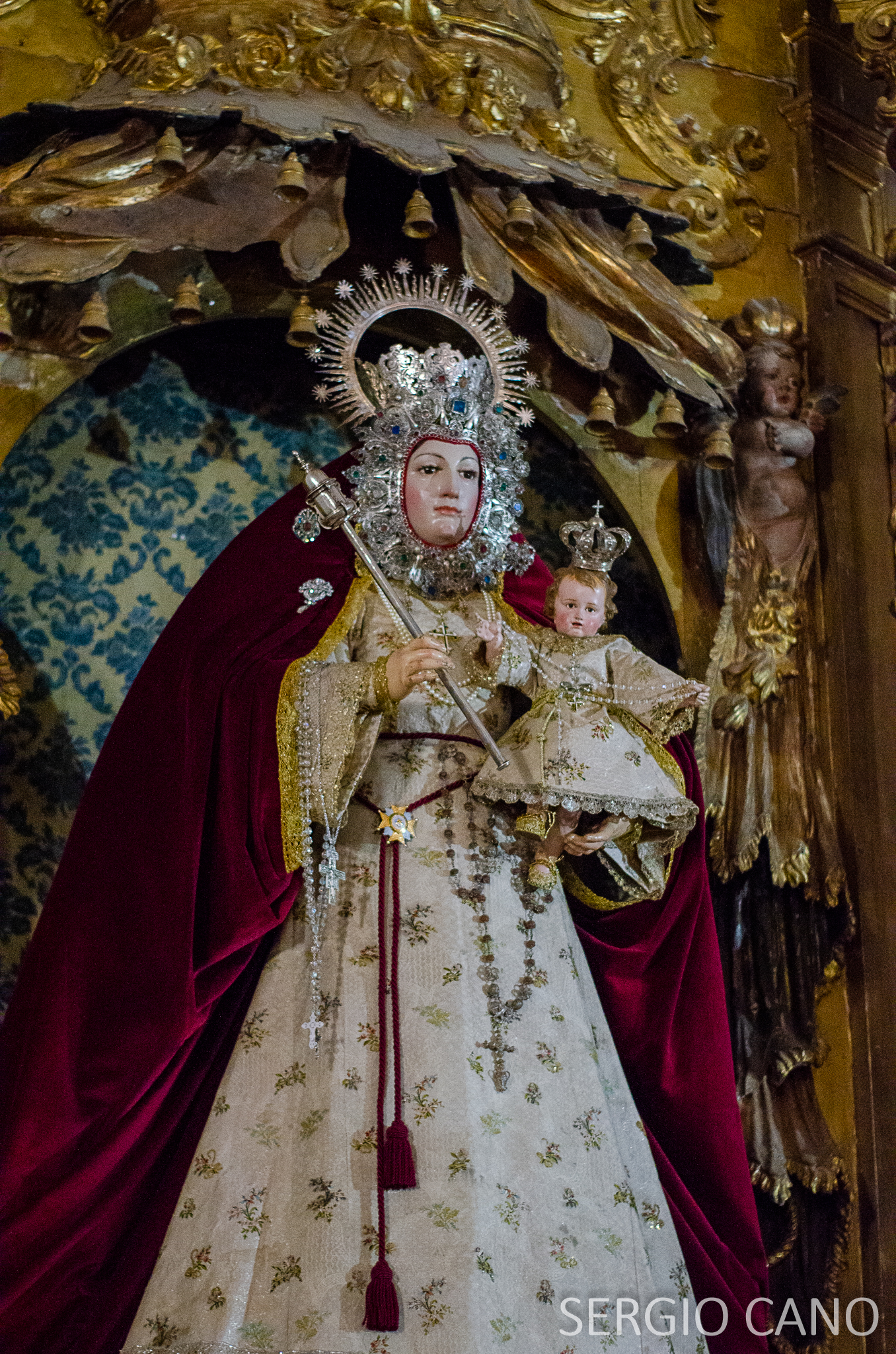
Ntra. Sra. del Rosario, copatrona de la ciudad

Con la creación de la iglesia por parte de los padres dominicos llega la talla de Ntra. Sra. del Rosario. En 1493 se levantaba el Convento de Nuestra Señora del Rosario, hoy conocido como Santo Domingo, con él se funda la Cofradía de Ntra. Sra. del Rosario, una cofradía que pretende dar culto a una primitiva talla de Ntra. Sra. del Rosario. 
Entre los años 1525 y 1578 los frailes dominicos se interesan en trasladar la cofradía a la iglesia de santo domingo, pues hasta ese momento pertenecían a la Ermita del Salvador, una pequeña ermita situada en la Plaza Mayor junto a la Torre Nueva durante los siglos XV y XVI.
Ntra. Sra. del Rosario es una talla de autor anónimo del siglo XVII, tiene la peculiaridad de lucir rostrillo y cetro a la antigua usanza.
Su fiesta principal era el 7 de Octubre y según datos oficiales se convierte en patrona de la ciudad de Cáceres en el siglo XVI, mandato que le durara hasta el siglo XX cuando lo tome la Virgen de la Montaña. Siendo desde entonces copatrona de la ciudad.
Ntra. Sra. del Rosario salía en procesión por su festividad, su última salida procesional fue en 1930. A finales del siglo XX la cofradía se extingue y la devoción se pierde hacia la imagen.
La imagen tiene un amplio ajuar compuesto entre otras por joyas donadas, mantos o coronas.
El 26 de octubre de 2013 se celebra el Santo Rosario Magno donde la imagen es llevada a costal por la Hermandad de la Salud, volviendo a desfilar en las calles.
El 5 de octubre de 2024 se celebra la Procesión Magna Mariana por el I Centenario de Coronación de la Virgen de la Montaña, para tal ocasión será la otra hermandad de Santo Domingo, la de los Estudiantes, la encargada de procesionarla.
La Orden Franciscana "San Antonio de Padua" en colaboración a los fieles de Ntra. Sra. del Rosario celebran un Solemne Triduo en honor a Ntra. Sra. del Rosario de 5 a 7 de octubre, siendo el 7 la fiesta principal con solemne veneración o besamano a la sagrada imagen.

## Hermandades
Es la sede canónica de las cofradías del Santísimo Cristo del Calvario (Estudiantes) y de la Hermandad de la Salud y Estrella que procesionan en la Semana Santa de Cáceres
Sus imágenes titulares reciben culto en el interior.